# Elecciones generales de Paraguay de 1954
Las elecciones generales de Paraguay de 1954 tuvieron lugar el domingo 11 de julio del mencionado año, con el objetivo de cubrir la presidencia de la República, entonces ejercida provisionalmente por Tomás Romero Pereira después del golpe de Estado que había tenido lugar el 4 de mayo, derrocando al gobierno de Federico Chaves, presidente elegido el año anterior. Aunque no se conoce el número de votantes registrados, se dio un estimado de 250.000 ciudadanos inscritos, de una población de más de 1.492.000 personas. Las mujeres no tenían derecho a voto.
Paraguay era desde 1947 un estado de partido único, con Asociación Nacional Republicana - Partido Colorado (ANR-PC), como única fuerza política legal. La misma presentó al militar Alfredo Stroessner, que había desempeñado un papel clave en la guerra civil que llevó al coloradismo al poder, como su candidato presidencial. De este modo, la ANR-PC ganó las elecciones sin oposición alguna. Stroessner juró su cargo el 15 de agosto de 1954, con mandato hasta el 15 de agosto de 1958, para poder terminar el período inconcluso de Chaves. Stroessner aplastó rápidamente a sus rivales internos dentro del coloradismo, poniendo fin al período de inestabilidad iniciado con la llegada al poder del partido.
Esta elección fue la primera de los ocho comicios consecutivos que mantendrían a Stroessner y su facción del Partido Colorado en el poder, convirtiendo a su régimen en el período más largo de la historia de Sudamérica en que una sola persona ocuparía la jefatura de estado de un país.

## Antecedentes
Después de su decisiva victoria en la guerra civil de 1947, el Partido Colorado había emergido como la única formación política legal de la República del Paraguay, poniendo fin a poco más de cuatro décadas de dominación del Partido Liberal, que fue ilegalizado y sus miembros, perseguidos; así como a la dictadura sucesora y apartidista de Higinio Morínigo. Sin embargo, el partido mismo enfrentaba profundas divisiones internas, lo que provocó una persistente inestabilidad política, que duraría casi siete años. Entre 1948 y 1949, se sucedieron en el poder cuatro presidentes: Juan Manuel Frutos, Juan Natalicio González, Raimundo Rolón y Felipe Molas López, sin que ninguno pudiera completar su mandato. Federico Chaves encabezó un golpe de Estado el 11 de septiembre de 1949 y terminó el período presidencial 1948-1953, siendo reelecto para un segundo mandato en 1953.
El 4 de mayo de 1954, menos de un año después de que Chaves jurara su segundo mandato, se produjo una sublevación militar encabezada por Alfredo Stroessner que forzó la renuncia del presidente, aunque el Congreso unipartidista se mantuvo en funciones. Durante los siguientes cuatro días, el país estuvo prácticamente en la deriva política, sin un jefe de Estado oficial, hasta que finalmente Tomás Romero Pereira, aliado de Stroessner, asumió interinamente la presidencia con mandato hasta el 15 de agosto, cuando pudiera asumir un presidente constitucional.

## Campaña
Las principales propuestas de Stroessner tras ser aprobado como candidato fueron lograr la paz interna del país, la justicia y el bienestar social de los "paraguayos patrióticos". Se comprometió a respetar los tratados internacionales suscritos por el Paraguay, así como buscar una "política fraternal de asistencia entre las naciones hermanas", y exaltó notoriamente las banderas del Partido Colorado. De acuerdo con el diario argentino Clarín, la presencia de un solo candidato "restó la mayor parte de su importancia" al proceso electoral, al que describirían como mayormente tranquilo.

## Resultados
|  | 100.00 % |

|  | 98.42 % |

|  | 1.58 % |

|  | 100.00 % |

|  | 96.00 % |